# ダウン・タウン・ブギウギ・バンド
ダウン・タウン・ブギウギ・バンド (DOWN TOWN BOOGIE WOOGIE BAND) は、日本のロックバンド。「DTBWB」と略記されることもある。
1973年に宇崎竜童を中心に結成して同年12月にメジャー・デビューする。1980年にダウン・タウン・ファイティング・ブギウギ・バンドと改名し、1981年12月31日に解散する。"日本語ロック"の起点となったキャロルの後をうけ、"日本語ロックブーム"を決定付けたバンドである。

## 経歴
1972年末にサディスティック・ミカ・バンドに対抗した長いバンド名「ダウン・タウン・ブギウギ・バンド」を思いついた宇崎竜童が、当時のバンド仲間（アマチュア）にレコーディングの話を持ちかけたところ全員怖気づいて解散状態になる。その後メンバー集めに奔走し、1973年4月に改めてバンドを結成、ダウン・タウン・ブギウギ・バンドと命名する。
まず1973年8月にアメリカン・ロックンロールのカバー集をカセットテープで発売した後、ドラマー交代を経て同年12月に東芝のEXPRESSレーベルからシングル「知らず知らずのうちに」でメジャー・デビュー。
後にトレードマークとなるユニフォーム・ツナギは、メジャー・デビュー時のドラマー（二代目）だった相原誠がキャロル脱退後に半年間アルバイトしていた運送屋で着ていた作業服から発案。ギタリスト交代を機にメンバー全員で着用し、湘南の海の家でのライブにて披露したところ、ダウン・タウン・ブギウギ・バンドというバンド名や音楽性ともしっくりして客にも大ウケし、以降は公式なユニフォームとなった。それまでは、相原の知り合いがいたアパレルブランド「GRASS」で、切り返しパンツやアロハシャツなど最新の服を作ってもらって着ていたが、結局は3,500円のつなぎが一番ウケたという。
1974年12月に「スモーキン・ブギ」、1975年3月に「港のヨーコ・ヨコハマ・ヨコスカ」を発売する。基本的にブルースを基調としたロックサウンドを展開するバンドだったが、流行語化した「港のヨーコ・ヨコハマ・ヨコスカ」内のフレーズ「アンタあの娘の何なのさ」に見られるような奇をてらった部分が注目され、人気バンドとなる。
1975年末、『第26回NHK紅白歌合戦』に出場し、「港のヨーコ・ヨコハマ・ヨコスカ」を演奏。紅白歌合戦の歴史を塗り替える初のロックバンド出演という快挙だったが、「港のヨーコ・ヨコハマ・ヨコスカ」の印象が強く、コミックバンドのようなイメージが定着した。
1976年以降はキーボーディストを加えた5人編成となりヒット作も生み出したが、幅広い音楽性を望むバンドとコミカル路線のみを望むレコード会社との間に大きな溝が出来た。
宇崎竜童は『Young Rock』1979年2月号のインタビューで、ダウン・タウン・ブギウギ・バンドの音楽性について「ロック・シーンの最先端にいるというグループじゃないね（笑）。ロックぽくないロック、演歌ぽくない演歌をやってるエレキ・バンドじゃないかな。ダウン・タウンを見た人が、ディキシーを好きになったり、演歌を好きになってくれたらサイコーだと思うね。あらゆる音楽の入口の役割を果たしたいね。音楽は一つじゃない、お前ら一個の音楽に絞るな、って気持ちが、いつもあるからね」などと述べている。
「港のヨーコ」のイメージから脱却するために、1979年12月31日の「ASAKUSA NEW YEAR ROCK FESTIVAL'79-'80」（浅草国際劇場）を最後に、過去の楽曲を「封印」。1980年に「ダウン・タウン・ファイティング・ブギウギ・バンド」へと改名し、ダウン・タウン・ブギウギ・バンド時代の楽曲は演奏せず、トレードマークだったツナギの着用を止め、シリアスなブルースとロックを追求する。NHK大河ドラマ『獅子の時代』のメインテーマ「OUR HISTORY AGAIN」の製作を最後に東芝から離れる。翌1981年にEPIC・ソニーと契約、「ブギウギレーベル」を立ち上げるが、ソロ活動期間を経て同年12月31日、「ASAKUSA NEW YEAR ROCK FESTIVAL'81-'82」（浅草国際劇場）を最後に解体（解散）した。
その後、1987年12月にダウン・タウン・ブギウギ・バンド・リバイバルとして1か月限定のライブ、2002年8月にシークレットライブ、2003年6月に相原誠プロデュースによるイベント“dmx in YAON ”でライブ、2007年11月には宇崎竜童のライブにスペシャルゲストとしてダウン・タウン・ブギウギ・バンドが登場と、たびたび再結成している。

## バンド名の由来
宇崎がこのバンドを結成するまでにやってきた音楽や親しんできた音楽のリズムがエイトビートどまりだったこと、そしてエイトビートの極致はブギウギだと確信していたことから「ブギウギ」、自分はどう見ても山の手のおぼっちゃんという柄ではないことから「ダウンタウン」、これらを合わせてダウン・タウン・ブギウギ・バンドと命名された。

## メンバー
- 宇崎竜童：ボーカル、トランペット、サイドギター （1973年 - 1981年）、京都府[5]伏見区[6]出身。身長175cm、体重58kg（1976年2月時点）[6]。
- 新井武士：ベース、ボーカル （1973年 - 1981年）[7]、東京都出身[5][6]。
- 和田静男：リードギター、ボーカル （1974年 - 1981年）、静岡県[5]静岡市出身[6]。
- 千野秀一：キーボード （1976年 - 1981年）、東京都出身[5]
- 浅岡タカシ：ドラムス （1979年 - 1981年）

### 脱退メンバー
- 蜂谷吉泰：リードギター （1973年 - 1974年）
- 福原昭一：ドラムス （1973年）
- 相原誠：ドラムス（1973年 - 1976年）、秋田県秋田市出身[6]
- 鈴木洋行：ドラムス（1976年 - 1977年）、東京都出身[5]
- 坂庭泰三：ドラムス（1977年 - 1979年）

## ディスコグラフィ

### シングル
| 発売日            | 面                | タイトル                         | 規格              | 規格品番          |
| 東芝EMI / Express | 東芝EMI / Express | 東芝EMI / Express                | 東芝EMI / Express | 東芝EMI / Express |
| ----------------- | ----------------- | -------------------------------- | ----------------- | ----------------- |
| 1973年12月1日     | A                 | 知らず知らずのうちに             | EP                | ETP-2949          |
| 1973年12月1日     | B                 | ダメな女の四畳半                 | EP                | ETP-2949          |
| 1974年5月5日      | A                 | 青春すきま風                     | EP                | ETP-20007         |
| 1974年5月5日      | B                 | 黒の舟唄                         | EP                | ETP-20007         |
| 1974年12月5日     | A                 | スモーキン・ブギ                 | EP                | ETP-20082         |
| 1974年12月5日     | B                 | 恋のかけら                       | EP                | ETP-20082         |
| 1975年3月25日     | A                 | カッコマン・ブギ                 | EP                | ETP-20118         |
| 1975年3月25日     | B                 | 港のヨーコ・ヨコハマ・ヨコスカ   | EP                | ETP-20118         |
| 1975年8月5日      | A                 | 賣物ブギ                         | EP                | ETP-20162         |
| 1975年8月5日      | B                 | 商品には手を出すな               | EP                | ETP-20162         |
| 1976年3月5日      | A                 | 裏切者の旅                       | EP                | ETP-20234         |
| 1976年3月5日      | B                 | ア! ソウ                         | EP                | ETP-20234         |
| 1976年7月20日     | A                 | 涙のシークレット・ラヴ           | EP                | ETP-10041         |
| 1976年7月20日     | B                 | ほいでもってブンブン             | EP                | ETP-10041         |
| 1976年11月5日     | A                 | 沖縄ベイ・ブルース               | EP                | ETP-10114         |
| 1976年11月5日     | B                 | GOLD AND SILVER                  | EP                | ETP-10114         |
| 1977年3月20日     | A                 | サクセス                         | EP                | ETP-10183         |
| 1977年3月20日     | B                 | 愛しのティナ                     | EP                | ETP-10183         |
| 1977年9月5日      | A                 | 身も心も                         | EP                | ETP-10305         |
| 1977年9月5日      | B                 | ダウン・タウン・エンジェル       | EP                | ETP-10305         |
| 1978年5月5日      | A                 | 乾いた花                         | EP                | ETP-10412         |
| 1978年5月5日      | B                 | JA NA                            | EP                | ETP-10412         |
| 1978年8月20日     | A                 | あれ！                           | EP                | ETP-10458         |
| 1978年8月20日     | B                 | 新宿バックストリート             | EP                | ETP-10458         |
| 1978年12月1日     | A                 | 鉄砲玉                           | EP                | ETP-10517         |
| 1978年12月1日     | B                 | 昼顔の朝                         | EP                | ETP-10517         |
| 1979年3月5日      | A                 | 欲望の街                         | EP                | ETP-10542         |
| 1979年3月5日      | B                 | ワン・ナイト・ジャム・セッション | EP                | ETP-10542         |
| 1979年8月20日     | A                 | 涙のヴァイア・コンディオス       | EP                | ETP-10622         |
| 1979年8月20日     | B                 | レイジー・レディー・ブルース     | EP                | ETP-10622         |
| 1980年3月5日      | A                 | OUR HISTORY AGAIN-時の彼方に-    | EP                | ETP-10686         |
| 1980年3月5日      | B                 | 「獅子の時代」メイン・テーマ     | EP                | ETP-10686         |
| 1980年6月25日     | A                 | 夜霧のブルース                   | EP                | ETP-17044         |
| 1980年6月25日     | B                 | 一番星ブルース                   | EP                | ETP-17044         |
| 1980年9月5日      | A                 | しのび逢い                       | EP                | ETP-17082         |
| 1980年9月5日      | B                 | あいつの好きそなブルース         | EP                | ETP-17082         |
| 1980年12月21日    | A                 | ほいでもってブンブン             | EP                | ETP-17279         |
| 1980年12月21日    | B                 | ダウン・タウン・ならず者懺悔     | EP                | ETP-17279         |
| 1993年3月24日     | 1                 | 知らず知らずのうちに             | 8cmCD             | TODT-2989         |
| 1993年3月24日     | 2                 | 身も心も                         | 8cmCD             | TODT-2989         |
| Epic sony         |                   |                                  |                   |                   |
| 1987年            | 1                 | Once Upon A Time In Yokohama     | EP                | 07 5H-392         |
| 1987年            | 2                 | 身も心も                         | EP                | 07 5H-392         |

### アルバム

#### オリジナル・アルバム
| 発売日            | タイトル                                            | 規格              | 規格品番          |
| 東芝EMI / Express | 東芝EMI / Express                                   | 東芝EMI / Express | 東芝EMI / Express |
| ----------------- | --------------------------------------------------- | ----------------- | ----------------- |
| 1974年5月5日      | 脱・どん底                                          | LP                | ETP-72028         |
| 1974年5月5日      | 脱・どん底                                          | CT                |                   |
| 1990年10月24日    | 脱・どん底                                          | CD                | TOCT-5858         |
| 1992年6月24日     | 脱・どん底                                          | CD                | TOCT-6586         |
| 2008年1月23日     | 脱・どん底                                          | CD                | TOCT-11223        |
| 2018年6月13日     | 脱・どん底                                          | CD                | UPCY-9771         |
| 1975年2月5日      | 続 脱・どん底                                       | LP                | ETP-72080         |
| 1975年2月5日      | 続 脱・どん底                                       | 8Track            | YA-8544           |
| 1975年2月5日      | 続 脱・どん底                                       | CT                |                   |
| 1983年6月21日     | 続 脱・どん底                                       | LP                | ETP-40162         |
| 1992年6月24日     | 続 脱・どん底                                       | CD                | TOCT-6587         |
| 2018年6月13日     | 続 脱・どん底                                       | CD                | UPCY-9772         |
| 1975年12月1日     | ブギウギ・どん底ハウス                              | LP                | ETP-72110         |
| 1993年3月3日      | ブギウギ・どん底ハウス                              | CD                | TOCT-6960         |
| 2018年6月13日     | ブギウギ・どん底ハウス                              | CD                | UPCY-9770         |
| 1976年6月5日      | G.S.                                                | LP                | ETP-72166         |
| 1992年6月24日     | G.S.                                                | CD                | TOCT-6589         |
| 2018年6月13日     | G.S.                                                | CD                | UPCY-9773         |
| 1976年12月5日     | あゝブルース Vol.1                                  | LP                | ETP-72215         |
| 1976年12月5日     | あゝブルース Vol.2                                  | LP                |                   |
| 1977年10月20日    | 身も心も                                            | LP                | ETP-72270         |
| 1993年3月3日      | 身も心も                                            | CD                | TOCT-6961         |
| 1978年9月5日      | バック・ストリート                                  | LP                | ETP-80032         |
| 1978年12月20日    | バック・ストリート・パート2                         | LP                | ETP-80056         |
| 1980年            | 1980 AUDIO FAIR SPECIL REDORD:UNLIMITED             | LP                |                   |
| 1980年            | 夜霧のブルース                                      | LP                | ETP-90013         |
| Epic Sony         |                                                     |                   |                   |
| 1981年9月21日     | We are DOWN TOWN Street FIGHTING BOOGIE WOOGIE BAND | LP                | ESCB1355          |
| 1987年11月21日    | Once upon a time in YOKOHAMA                        | LP                | 32・8H-139        |

#### ライブ・アルバム
| 発売日            | タイトル                                                           | 規格              | 規格品番          |
| 東芝EMI / Express | 東芝EMI / Express                                                  | 東芝EMI / Express | 東芝EMI / Express |
| ----------------- | ------------------------------------------------------------------ | ----------------- | ----------------- |
| 1975年            | 脱・どん底音楽会                                                   | LP                | ETP-72080         |
| 1992年6月24日     | 脱・どん底音楽会                                                   | CD                | TOCT-6588         |
| 2018年6月13日     | 脱・どん底音楽会                                                   | CD                | UPCY-9771         |
| 1977年            | あゝブルース Vol.3                                                 | LP                |                   |
| 1977年            | 実況録音盤                                                         | LP                | ETP-60270-71      |
| 1979年            | ライブ!バックストリート                                            | LP                |                   |
| 1980年            | ダウンタウン・ブギウギ・ファイティング・バンド Vs. 鬼太鼓座 – 激昂 | LP                | KVA-3002          |
| 1980年            | BOOGIE AT JUST MIDNIGHT                                            | LP                | ETP-80126         |
| 1980年            | 海賊盤～LIVE FIGHTING 80'S                                         | LP                | ZG・3S-1～2       |
| 1981年            | 海賊盤～LIVE FIGHTING 80'S                                         | LP                | 40・3H-50～51     |

※1974年8月に福島県郡山市で開催されたワンステップ・フェスティバルに出演した際の音源が、2000年代になって商品化された。ダウン・タウン・ブギウギ・バンドの演奏のみを収録したものから、他の出演者（バンド名を考えるきっかけになったサディスティック・ミカ・バンドやオリジナル・ギタリストの蜂谷吉泰が在籍していたデイブ平尾&ゴールデン・カップスなど）と併せて収録された全集的なものまで、様々な形態で販売された。また、同じく1974年8月に神奈川県の横浜野音で開催されたフェスに出演した際の音源も2020年代に商品化された。こちらは略全ての出演者の演奏が収録されたものとなるが、ダウン・タウン・ブギウギ・バンドに関しては録音の失敗により最後の2曲しか収められていない。なお、こちらのフェスにもデイブ平尾&ゴールデン・カップス（ニュー・ゴールデン・カップス名義）が出演しており、蜂谷の演奏を聴くことができる。

#### 編集盤
| 発売日            | タイトル                                                             | 規格              | 規格品番          |
| 東芝EMI / Express | 東芝EMI / Express                                                    | 東芝EMI / Express | 東芝EMI / Express |
| ----------------- | -------------------------------------------------------------------- | ----------------- | ----------------- |
| 1977年            | 傑作大全集                                                           | LP                | ETP-72238         |
| 1979年            | BALLAD of D・T・B・W・B                                              | LP                | ETP-80102         |
| 1980年            | ROCK of Down Town Boogie Woogie Band                                 | LP                |                   |
| 1980年            | 傑作大全集II                                                         | LP                |                   |
| 1980年            | BOOGIE AT JUST MIDNIGHT                                              | LP                | ETP-80126         |
| 2007年            | 蔵出し～ダウン・タウン・ブギウギ・バンド・オフィシャル・ブートレッグ | CD                |                   |

### サウンドトラック
| 発売日            | タイトル          | 規格              | 規格品番          |
| 東芝EMI / Express | 東芝EMI / Express | 東芝EMI / Express | 東芝EMI / Express |
| ----------------- | ----------------- | ----------------- | ----------------- |
| 1978年            | 曽根崎心中        | LP                | ETP-50050         |
| 1979年4月5日      | 白昼の死角        | LP                | ETP-80068         |
| 1980年8月18日     | 曽根崎心中 PART2  | LP                | JJ107-8DT         |

### その他
- ダウンタウンブギウギバンド スペシャル（1973年8月20日、日本ヴァンガード、カセットテープ）[9][10]
- 激昂 （1980年） - vs鬼太鼓座
- フェーン （1981年） - vs鬼太鼓座

### 演奏参加
- 一番星ブルース 菅原文太&愛川欽也
- 編曲も担当

### 映像作品
- ザッツ・ダウン・タウン・ブギウギ・バンド（1976年、日活。2004年、HMBH-1007、ハピネット・ピクチャーズからDVD化）
  - スモーキン・ブギ/カッコマン・ブギ/ベース・キャンプ・ブルース/港のヨーコ・ヨコハマ・ヨコスカ/ジプシー・マリー/ダウンタウンならず者懺悔/ブギウギ・ブギ
  - 小原宏裕監督によるドキュメント作品。那覇や敦賀でのコンサート/フェス映像がベース。

## 出演

### テレビドラマ
夜明けの刑事 第34話「港のヨーコは殺されていた?」（1975年、TBS / 大映テレビ）-（宇崎竜童、和田静男、新井武士、相原誠）
寺内貫太郎一家2 第2話 寺内周平（西城秀樹）の友人として出演（1975年、TBS）-（宇崎竜童、和田静男、新井武士、相原誠）

### 映画
トラック野郎・御意見無用（1976年、東映） - ガソリンスタンドの店員役（宇崎竜童、和田静男、新井武士、相原誠）。
- 主題歌「一番星ブルース」（作曲：宇崎竜童、編曲：ダウン・タウン・ブギウギ・バンド、歌：菅原文太・愛川欽也）及び挿入歌「トラックドライビングブギ」（作曲：宇崎竜童、編曲・歌：ダウン・タウン・ブギウギ・バンド）も担当した。主題歌はトラック野郎シリーズ全10作の内、9作で使用されている。

白昼の死角（1979年、東映） - ラテンクォーターのバンド役
- 主題歌「欲望の街」も担当した。宇崎は劇伴も担当している。

### NHK紅白歌合戦出場歴
| 年度/放送回               | 回 | 曲目                           | 出演順 | 対戦相手   |
| ------------------------- | -- | ------------------------------ | ------ | ---------- |
| 1975年（昭和50年）/第26回 | 初 | 港のヨーコ・ヨコハマ・ヨコスカ | 06/24  | 和田アキ子 |

注意点
- 出演順は「出演順/出場者数」で表す。

### CM出演
- 津村順天堂 バスクリン 1976年
- ナショナル / ラジカセ / RQ-4050(STEREO MAC ムウ) 1978年[11]